# Hal Sutton
Hal Evan Sutton (* 28. April 1958 in Shreveport, Louisiana) ist ein US-amerikanischer Profigolfer der PGA Tour. Er gehört dem Kreis der Major-Sieger an und war Kapitän (non-playing captain) des Ryder Cup Teams der USA im Jahre 2004.

## Werdegang
Sutton entstammt einer wohlhabenden Familie, in deren Besitz sich eine Ölgesellschaft befindet. Nach dem Gewinn der US Amateur Championship 1980 wurde er im Jahr darauf Berufsgolfer.
Zwei Jahre später holte sich Sutton sein erstes und einziges Major, die PGA Championship 1983, mit einem Schlag Vorsprung auf Jack Nicklaus. Von 1982 bis 1986 verbuchte der Jungstar sieben Turniersiege, darunter die höchstdotierten Players Championship. Dann folgte bis 1995 eine sieglose Zeit, ehe Sutton insbesondere ab 1998 wieder in die Top 10 der Golfweltrangliste vordrang und weitere Titel sammelte. Bis dato stehen insgesamt vierzehn Turniersiege auf der PGA Tour auf seiner Habenseite. Bemerkenswert war sein Sieg bei der Players Championship des Jahres 2000, als er Tiger Woods mit einem Aufsehen erregenden Endspurt besiegen konnte.
Sutton war viermal im Ryder Cup Team der USA, bevor er 2004 zum Kapitän (non-playing captain) berufen wurde. Dieser Vergleichskampf im heimischen Oakland Hills Country Club endete mit einem Debakel der Amerikaner und Sutton musste sich heftiger Kritik seiner Landsleute erwehren. Im Presidents Cup war er zweimal als Spieler tätig.
Seit April 2008 ist er für die Champions Tour spielberechtigt.
Hal Sutton ist mit seiner Frau Ashley verheiratet. Die beiden haben drei Töchter, darunter ein Zwillingspärchen, und leben in Suttons Heimatgemeinde Shreveport.

## PGA Tour Siege
- 1982: Walt Disney World Golf Classic
- 1983: Players Championship,  PGA Championship
- 1985: St. Jude Memphis Classic,  Southwest Golf Classic
- 1986: Phoenix Open,  Memorial Tournament
- 1995: B.C. Open
- 1998: Westin Texas Open, Tour Championship
- 1999: Bell Canadian Open
- 2000: Players Championship, Greater Greensboro Chrysler Classic
- 2001: Shell Houston Open

Major Championship fett gedruckt.

### Andere Turniersiege
- 1985: Chrysler Team Championship (mit Raymond Floyd)

## Teilnahmen an Teambewerben
- Ryder Cup: 1985, 1987, 1999 (Sieger), 2002; 2004 (non-playing captain)
- Four Tours World Championship: 1986
- Presidents Cup: 1998, 2000 (Sieger)
- UBS Cup: 2004 (Sieger)